# Maria Latini
Maria Veronica Concetta Latini (Cineto Romano, 8 dicembre 1853 – Parigi, 24 dicembre 1900) è stata una modella italiana, nota soprattutto per aver posato per il dipinto Salomè del pittore francese Henri Regnault.

## Biografia
Maria Veronica Concetta Latini nacque a Cineto Romano (una località ciociara nota fino al 1884 come "Scarpa") l'8 dicembre del 1853. Suo padre era un apicoltore. Il 24 dicembre del 1865, all'età di dodici anni, ella si trovava nella basilica di San Pietro in Vaticano con la madre per la messa della vigilia di Natale, e fu lì che venne notata dallo scultore francese Jules Renaudot, che rimase colpito dalla sua bellezza. Renaudot aveva come amico il pittore Henri Regnault, il quale si trovava a Roma per motivi di studio, grazie alla borsa di studio che aveva ottenuto qualche anno prima vincendo il premio di Roma (Prix de Rome). Regnault decise di far posare la ragazza come modella per un quadro a carattere orientalista, al quale diede poi il titolo Salomè. L'opera venne esposta al Salone degli artisti francesi nel 1870 e conobbe un grande successo, accresciuto ulteriormente dopo la morte di Regnault a soli ventotto anni nel 1871, durante una battaglia della guerra franco-prussiana. Dopo essere stata esposta al Salone di Parigi, la Salomè venne venduta a una nobildonna italiana che viveva a Parigi.

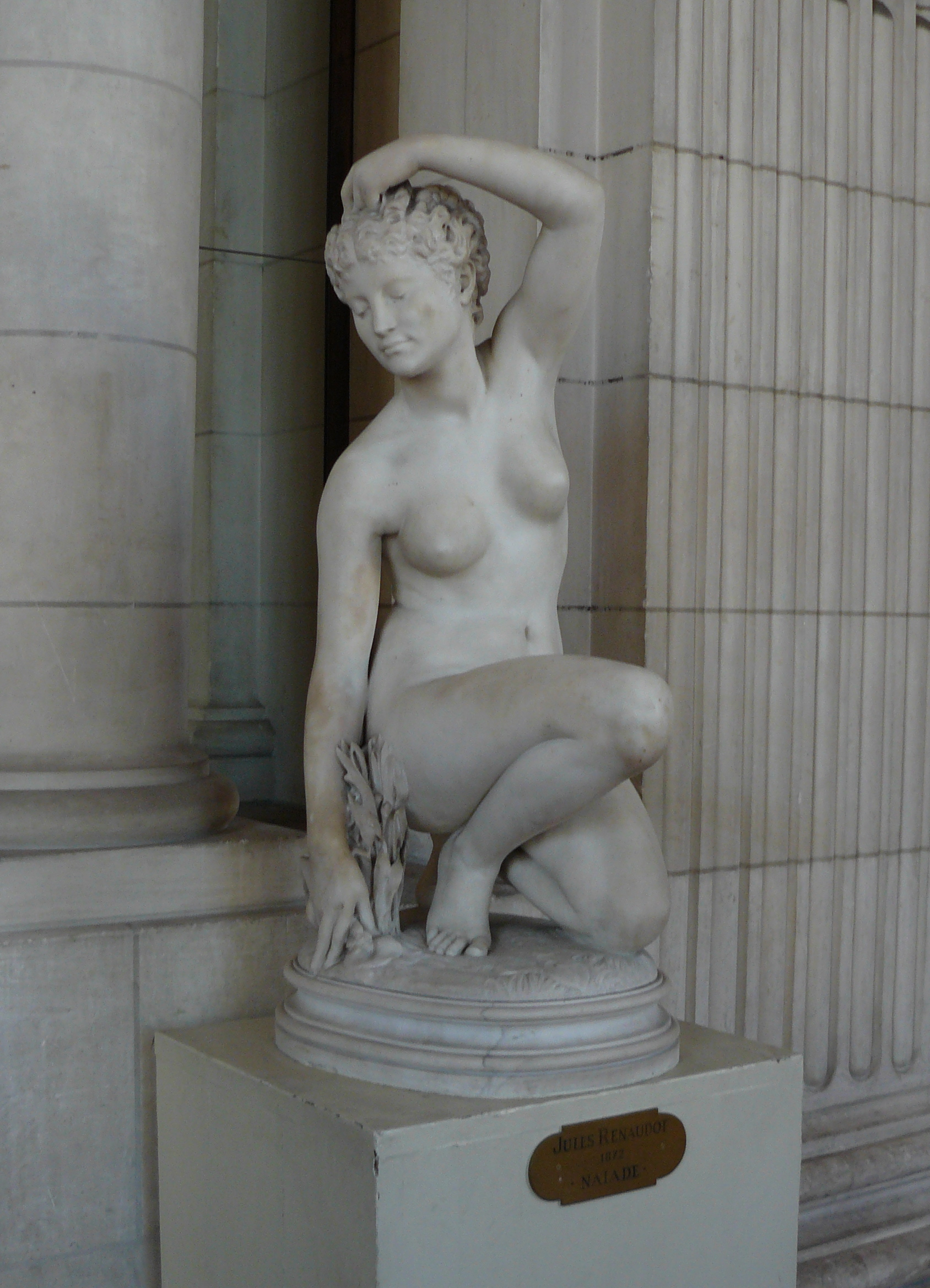
Jules Renaudot, Naiade, 1872

Qualche tempo dopo, Jules-François-Gabriel Renaudot rincontrò Latini nei pressi dell'Urbe e poco dopo i due si sposarono, decidendo di trasferirsi nei dintorni di Parigi. Renaudot esponeva le proprie statue al Salone dal 1865, e nel 1872 presentò la Naiade, per la quale Maria aveva posato: l'opera ottenne una menzione onorevole e venne installata nei giardini del Lussemburgo nel 1874, per poi essere trasferita al municipio di Tours. Maria fece da modella anche per la scultrice Adèle d’Affry, nota con lo pseudonimo Marcello, dando con molta probabilità i suoi tratti alla Pizia del 1870, che oggi si trova al teatro dell'opera di Parigi.
Nel 1877 la coppia ebbe una figlia, Gabrielle, che sarebbe diventata la moglie dell'astronomo francese Camille Flammarion. Un altro figlio fu invece Jules-François-Paul, che sarebbe divenuto un pittore postimpressionista. Nel 1884, all'età di trentuno anni, ella venne ritratta dal pittore Alexis Axilette. Il 24 dicembre 1900, nello stesso giorno dell'anno del suo primo incontro con Jules Renaudot, Maria Latini si spense, e qualche settimana dopo anche Renaudot morì. Entrambi vennero sepolti al cimitero di Meudon, un comune non lontano da Parigi.
Nel 1912, dodici anni dopo la sua morte, la Salomè di Regnault venne venduta a un collezionista privato statunitense. Il barone Henri de Rothschild tentò di avviare una campagna affinché l'opera rimanesse in Francia, ma nel 1916 il Museo Metropolitano neviorchese la acquistò per 112.000 dollari, ponendo definitivamente fine alla disputa.